# Імре Бачкаї
Імр́е Ба́чкаї (угор. Imre Bacskai; 21 червня 1961) — угорський боксер, призер чемпіонату Європи.
Імре Бачкаї — батько боксера Балажа Бачкаї.

## Аматорська кар'єра
1980 року став чемпіоном Угорщини серед молоді і взяв участь у Олімпійських іграх 1980, на яких переміг Пола Камела (Камерун) і програв Серіку Конакбаєву (СРСР).
На чемпіонаті Європи 1981 програв у першому бою Казимежу Щерба (Польща).
На чемпіонаті Європи 1983 програв у другому бою Йордану Лесову (Болгарія).
На Кубку світу 1983 здобув дві перемоги, програв у фіналі Канделаріо Дуверхель (Куба) і отримав срібну медаль.
1984 року взяв участь у змаганнях «Дружба-84» спортсменів з соціалістичних країн, які бойкотували Олімпійські ігри 1984, де завоював бронзову медаль.
На чемпіонаті Європи 1985, що пройшов у Будапешті, завоював срібну медаль.
- В 1/8 фіналу переміг Вінченцо Нардіелло (Італія) — 5-0
- В 1/4 фіналу переміг Ульриха Юнгера (ФРН) — 5-0
- В півфіналі переміг Мірко Пузовича (Югославія) — 5-0
- У фіналі програв Зігфріду Менерту (НДР) — 0-5

На Олімпіаді 1988 в категорії до 67 кг програв в першому бою Лорану Будуані (Франція) — 1-4.